# Tetsuya Takada
Tetsuya Takada (Hiroshima, 31 juli 1969) is een voormalig Japans voetballer.

## Carrière
Tetsuya Takada speelde tussen 1993 en 2000 voor Shonan Bellmare.